# Eslovàquia
Eslovàquia, oficialment la República Eslovaca (eslovac:  Slovensko (?·pàg.),  Slovenská republika (?·pàg.)), és una república de l'Europa central, sense accés al mar.
Té una població de més de 5 milions d'habitants i una àrea d'aproximadament 49.000 km². Limita al nord amb Polònia, a l'est amb Ucraïna, al sud amb Hongria, i a l'oest amb Àustria i Txèquia. La ciutat més gran n'és la capital, Bratislava, i la segona més gran és Košice. Eslovàquia és membre de la Unió Europea, l'OTAN, les Nacions Unides, l'OCDE i l'OMC, entre d'altres. La llengua oficial n'és l'eslovac, membre de la família de les llengües eslaves.
Els eslaus arribaren al territori que avui en dia constitueix Eslovàquia als segles v i vi, durant les invasions bàrbares. Al llarg de la història, diverses zones que avui formen part d'Eslovàquia pertanyeren a l'Imperi de Samo (la primera unitat política eslava coneguda), el principat de Nitra (com a entitat independent, com a part de la Gran Moràvia o com a part del Regne d'Hongria), a la Gran Moràvia, al Regne d'Hongria, a l'Imperi austrohongarès i a Txecoslovàquia. Un estat eslovac separat existí breument durant la Segona Guerra mundial, durant la qual Eslovàquia era una dependència de l'Alemanya nazi, entre 1939 i 1944. El 1945 Eslovàquia es reintegrà a Txecoslovàquia. L'Eslovàquia actual esdevingué un estat independent l'1 de gener de 1993, després de la pacífica dissolució de Txecoslovàquia.

## Geografia

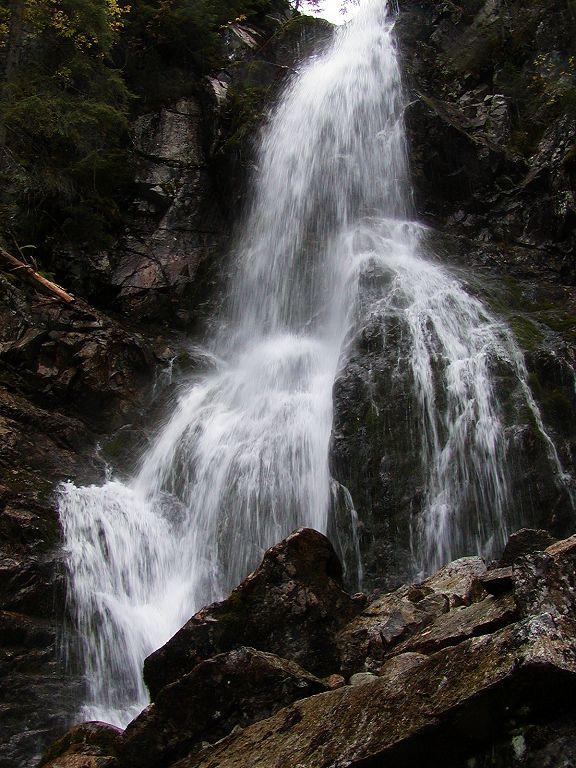
Cascada Roháčsky al Tatra occidental

### Relleu
El paisatge eslovac és sobretot muntanyós, amb la serralada carpàtica que s'estén sobre la major part de la meitat nord del país. Hi destaquen els alts pics de les muntanyes Tatra, coneguts per les seves estacions d'esquí i els seus llacs i valls panoràmics, on hi ha el punt més alt d'Eslovàquia, el Gerlachovský štít (2.655 m). Els Tatras ocupen una superfície de 750 km², dels quals la major part, 600 km², es troba a Eslovàquia.
Les planes es troben al sud-oest (vora el Danubi) i el sud-est del país. Es divideix orogràficament en les unitats:
- Les Biele Karpaty (Carpats Blancs), amb les alçàries de Lysa Hora (1.329 m), Javorina (970 m) i Jevarnik (1.071 m), amb les planúries de Bratislava, Komarno i Michelovce.
- Els Vysoke Tatry (Alt Tatra), on destaca el pic Gerlachovky (2.663 m) i el Rysy (2.499 m).
- El Nizké Tatry (Baix Tatra), amb els Dumbier (2.045 m) i el Fatra (1.592 m).
- Els Slovenské Rudohorie (muntanyes Metàl·liques d'Eslovàquia), amb el Javorie (1.044 m).
- Els Malé Karpaty (Petits Carpats), amb alçàries de 800 metres.

Vegeu Llista de muntanyes d'Eslovàquia
Els rius principals són, a part del Danubi (escrit Dunaj en eslovac i pronunciat Dunai), els seus afluents Váh i Hron, l'Hornád, Tisza, Morava, Uh, Nitra, Poprad, Ipeľ, Bodrog, Torysa, Laborec, Topl'a i Slaná. Pel que fa als llacs, el principal és l'Oravská priehrada.

## Clima
El clima eslovac comparteix característiques de les zonas climàtiques templada i continental, amb estius relativament càlids i hiverns freds, nuvolats i humits. Les temperatures més extremes se situen entre -41 i 40,3°C.
La regió més càlida és a Bratislava i el sud d'Eslovàquia, on les temperatures poden arribar amb freqüència als 30°C a l'estiu. Durant la nit, les temperatures baixen fins als 20 °C. Les temperatures diàries a l'hivern oscil·len entre -5 i 10°C, i a la nit hi poden haver glaçades però poques vegades es baixa dels -10°C.

### Clima en terres baixes
Predomini de les influències oceàniques
La temperatura mitjana anual és de 9-10 °C. La temperatura mitjana del mes més calorós és d'uns 20 °C i la temperatura mitjana del mes més fred és superior a –3 °C. Aquest tipus de clima es produeix a Záhorská nížina i Podunajská nížina. És el clima típic de la capital, Bratislava.
Clima de terres baixes amb predomini de les influències continentals
La temperatura mitjana anual és de 8-9 °C. La temperatura mitjana del mes més calorós és de 22 °C i la temperatura mitjana del mes més fred inferior a -5 °C. Aquest tipus de clima es pot trobar a la Košická kotlina i a Východoslovenská nížina. És el clima típic de la ciutat de Košice.

### Clima de les conques
La temperatura mitjana anual és d'entre 5 i 8,5 °C. La temperatura mitjana del mes més calorós és d'entre 15 i 18,5 °C i la temperatura mitjana del mes més fred està entre –3 i -6 °C. Aquest clima es pot trobar en gairebé totes les conques a Eslovàquia. Per exemple a Podtatranská kotlina, Žilinská kotlina, Turčianska kotlina i Zvolenská kotlina. És el clima típic de les ciutats de Poprad i Sliač.

### Clima de muntanya
La temperatura mitjana anual és inferior a 5 °C. La temperatura mitjana del mes més càlid és inferior a 15 °C i la temperatura mitjana del mes més fred és inferior a -5 °C. Aquest tipus de clima es pot trobar a les muntanyes i en algunes viles a les valls d'Orava i Spiš.

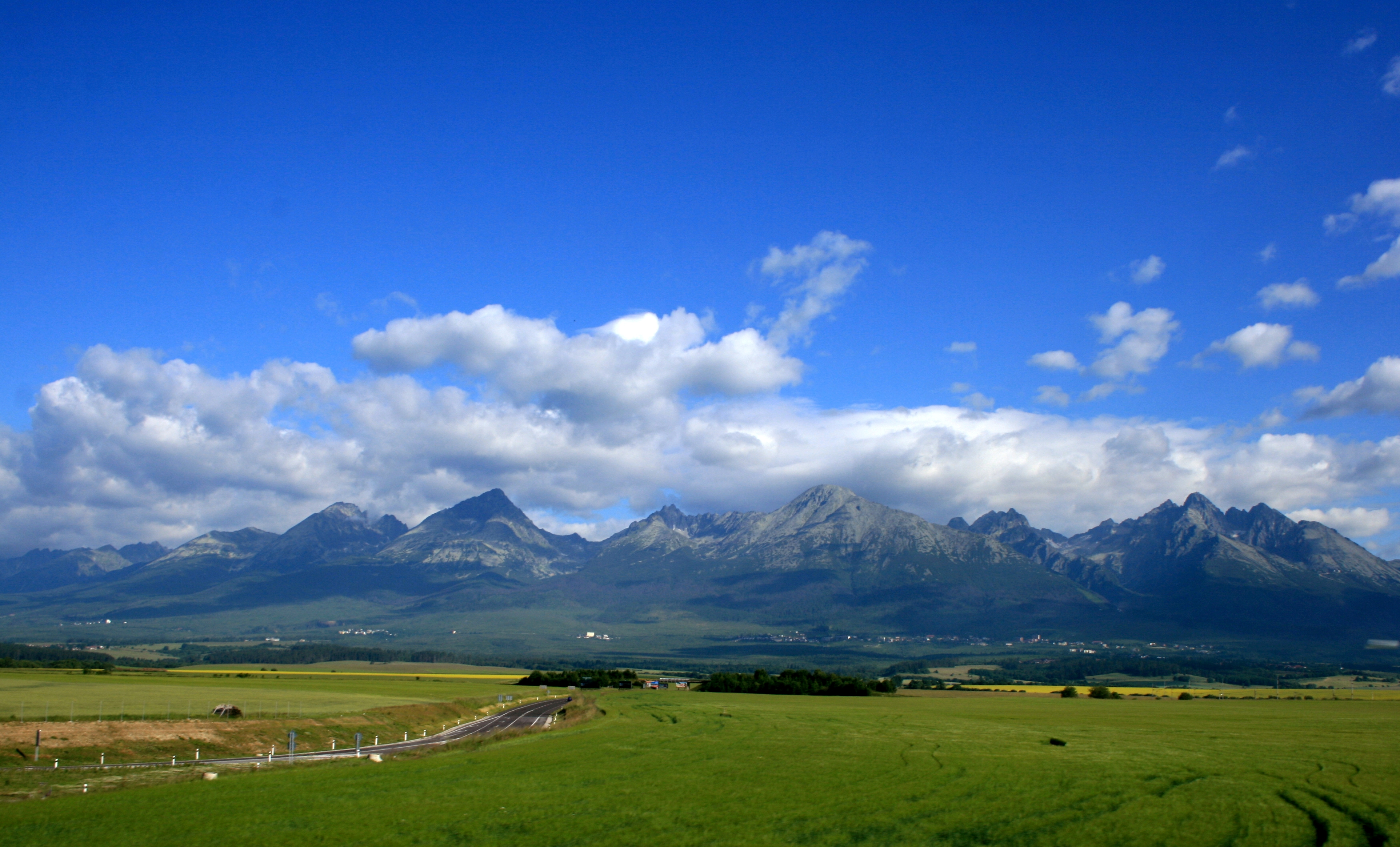
Panorama de l'Alt Tatra
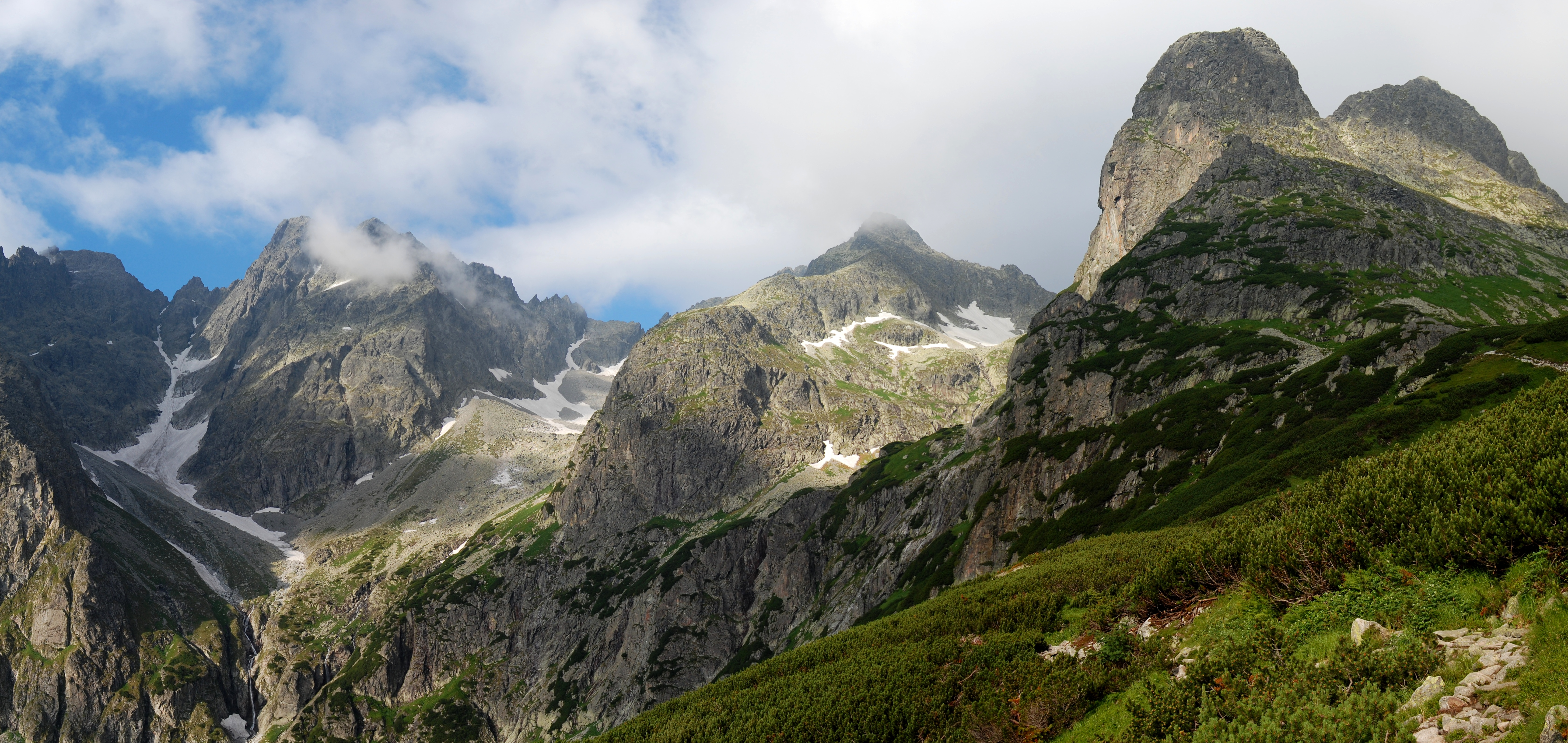
Zelené pleso a l'Alt Tatra
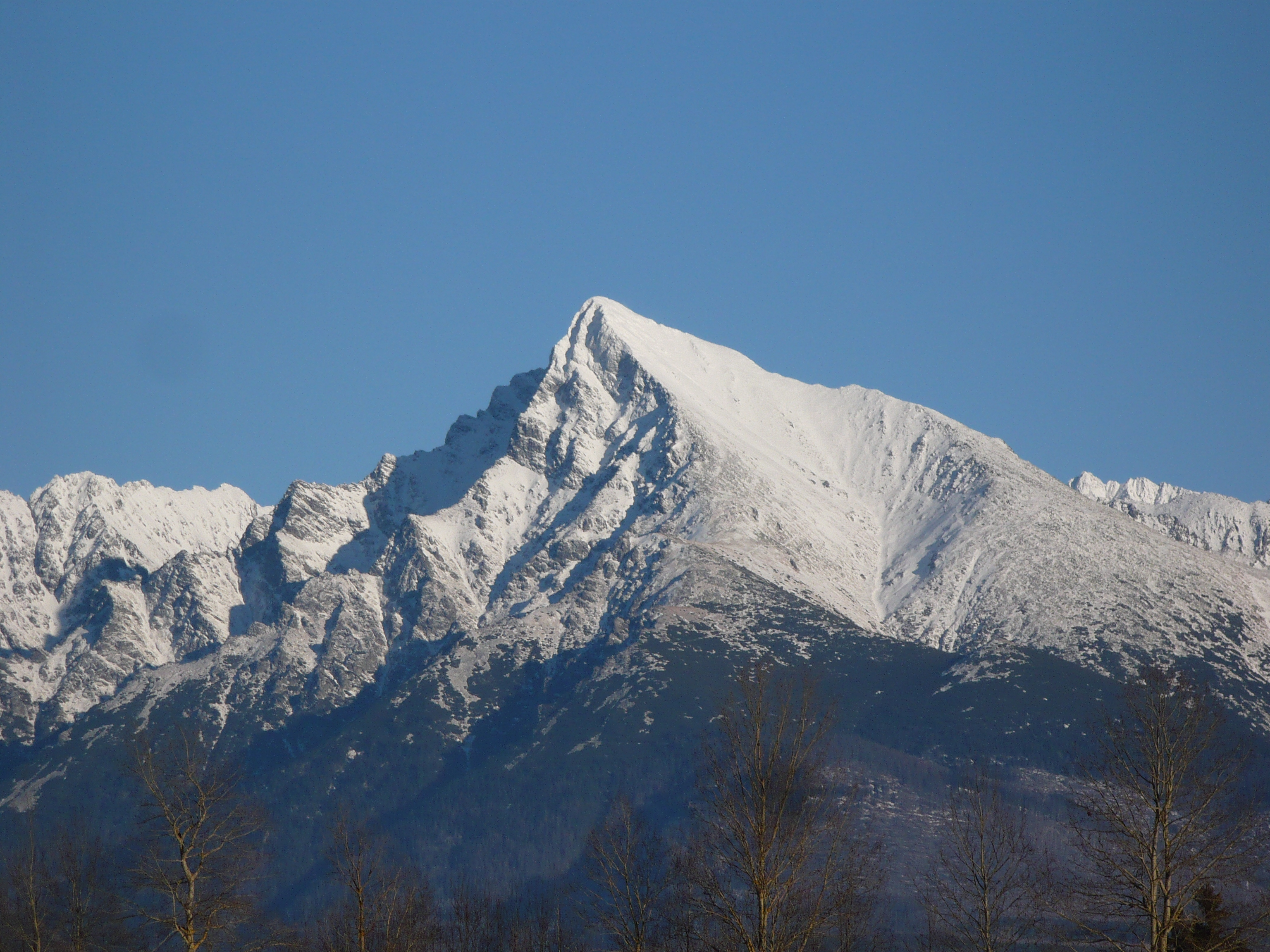
El cim Kriváň (2.495 m), un símbol nacional
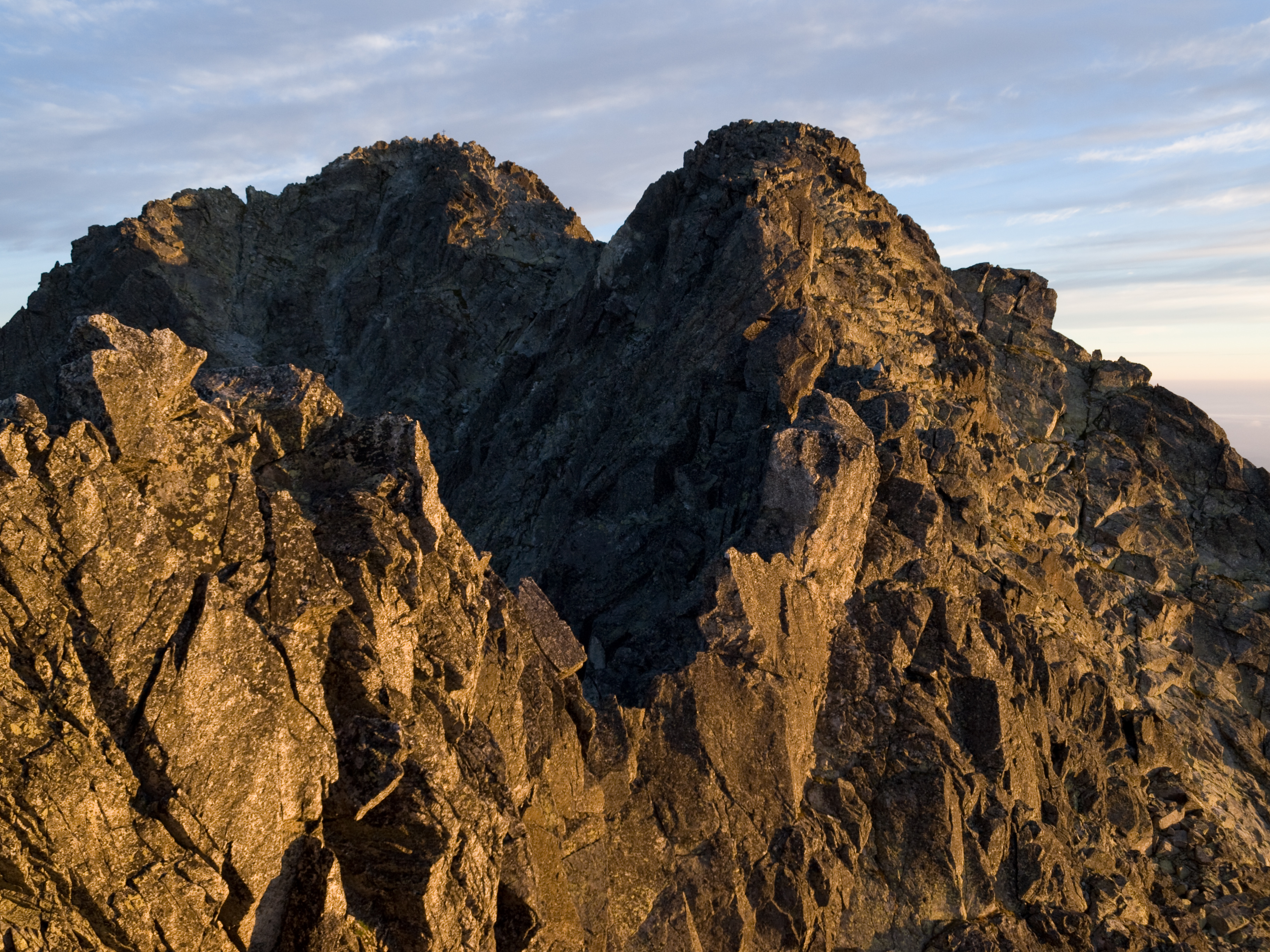
Gerlachovský štít (2.655 m), la muntanya més alta del país

## Història

### Abans delseglev

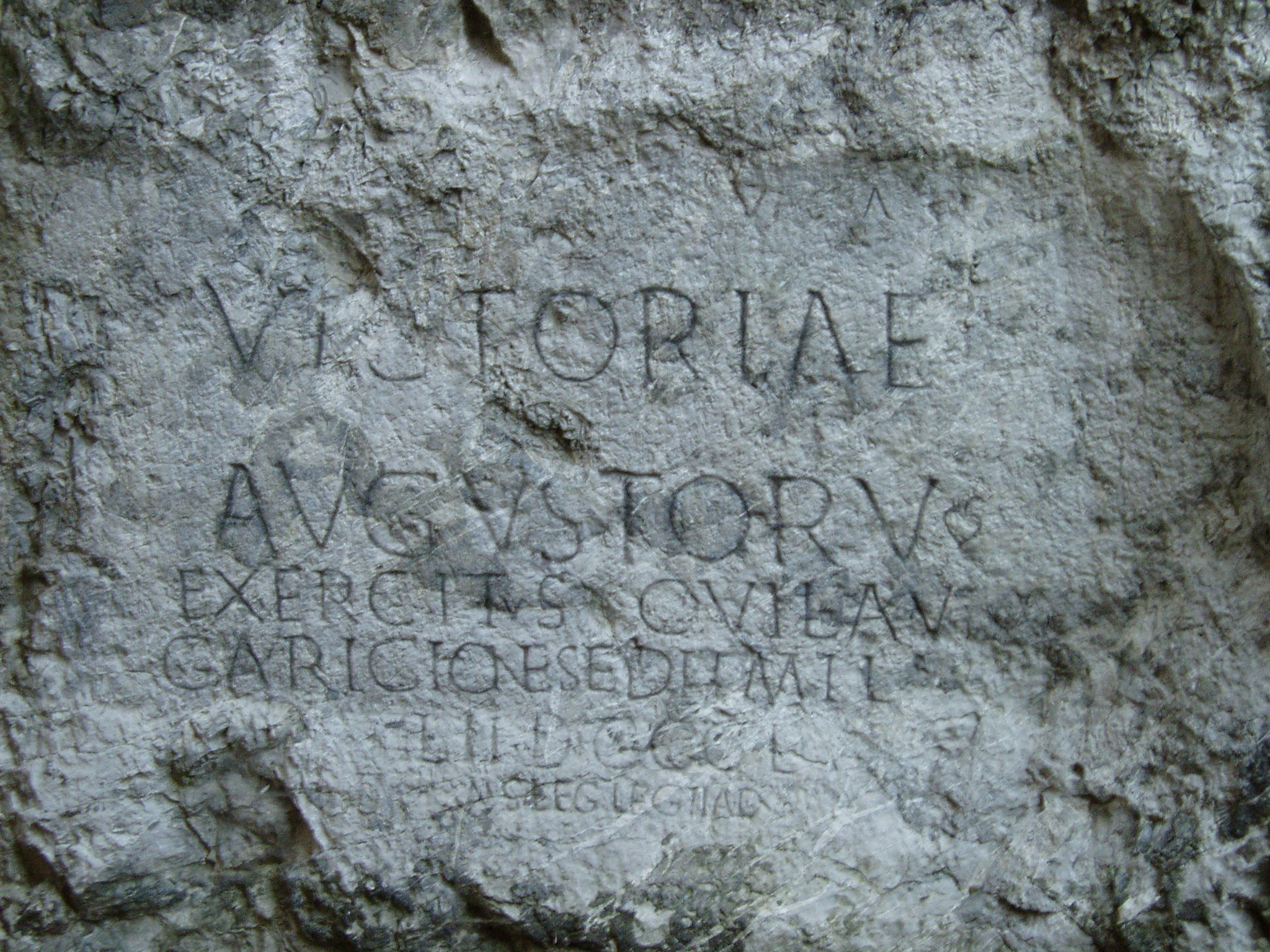
Inscripció romana al castell de Trenčín (178–179 dC)

La datació amb carboni 14 situa les troballes arqueològiques més antigues d'Eslovàquia -trobades a la vora de Nové Mesto nad Váhom– a l'any 270000 aC, a l'era del Paleolític inferior. Aquestes eines prehistòriques, fabricades emprant la tècnica clactoniana, són el testimoni de l'antiga presència humana a Eslovàquia.
Altres eines de pedra del Paleolític mitjà (200000-80000 aC) provenen de la cova de Prévôt, prop de Bojnice, així com d'altres jaciments propers. El descobriment més important referent a aquesta època és un crani neandertal que data de vora 200000 aC, descobert al costat de Gánovce, una població del nord del país.
Els arqueòlegs han trobat esquelets d'éssers humans prehistòrics a la regió, així com nombrosos objectes i vestigis de la cultura gravetiana, principalment a les valls dels rius Nitra, Hron, Ipeľ, Váh i fins a la ciutat de Žilina, i també als peus de les muntanyes Vihorlat, Inovec, Tribeč i Myjava. Les troballes més conegudes inclouen l'estàtua d'una dona feta amb os de mamut més antiga (22800 aC), la famosa Venus de Moravany. L'estàtua va ser trobada a la dècada de 1940 a Moravany nad Váhom, al costat de Piešťany. Dels jaciments de Zákovská, Podkovice, Hubina i Radošinare, provenen nombrosos collarets fets amb petxines de gastròpodes Cypraca termòfils del període terciari. Aquestes troballes proporcionen l'evidència més antiga d'intercanvis comercials a través del mar Mediterrani i l'Europa central.

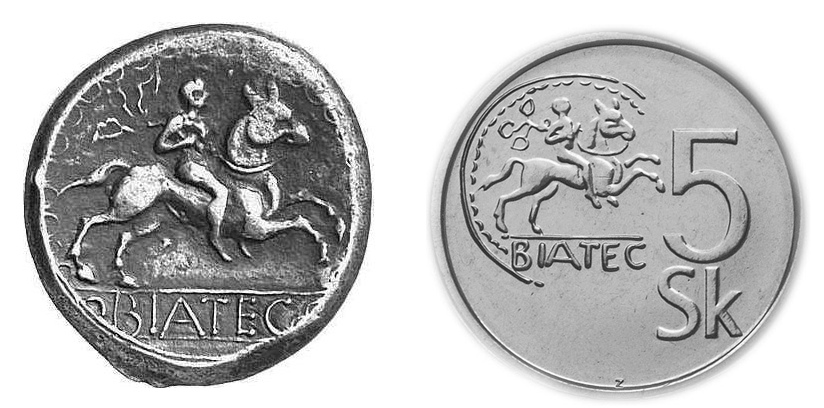
Moneda celta biatec i 5 corones eslovaques amb un biatec a l'anvers

### Història recent
Eslovàquia va ser un estat titella alemany durant la Segona Guerra Mundial, ajudant-la en la seva invasió a Polònia, aquest estat va ser la República Eslovaca o Estat Eslovac. Arran de la Revolució de vellut del 1989, Txecoslovàquia va deixar de ser una república socialista i, uns anys més tard (1 de gener de 1993), els seus pobles van decidir per acord mutu dissoldre's en dos estats, la República Txeca i la República Eslovaca. Eslovàquia és membre de la Unió Europea des de maig del 2004.

## Subdivisió administrativa
Article principal: Regions d'Eslovàquia.
Eslovàquia se subdivideix en vuit kraje (en singular kraj, pronunciat krai en català en singular i kràie en plural, traduït com a 'regió', però amb un significat més proper a 'comtat'), cadascun dels quals porta el nom de la ciutat principal. Des del 2002, Eslovàquia es divideix en vuit unitats territorials (en singular vyšší územný celok i en plural vyššie územné celky, abreviat VÚC) anomenades samosprávny kraj, 'regions amb autogovern o autònomes':
| # | Regió           | Regió                | Capital         | Capital         | "Kraje" d'Eslovàquia enumerats |
| # | Català          | Eslovac              | Català          | Eslovac         | "Kraje" d'Eslovàquia enumerats |
| 1 | Bratislava      | Bratislavský kraj    | Bratislava      | Bratislava      | "Kraje" d'Eslovàquia enumerats |
| 2 | Trnava          | Trnavský kraj        | Trnava          | Trnava          | "Kraje" d'Eslovàquia enumerats |
| 3 | Trenčín         | Trenčiansky kraj     | Trenčín         | Trenčín         | "Kraje" d'Eslovàquia enumerats |
| 4 | Nitra           | Nitriansky kraj      | Nitra           | Nitra           | "Kraje" d'Eslovàquia enumerats |
| 5 | Žilina          | Žilinský kraj        | Žilina          | Žilina          | "Kraje" d'Eslovàquia enumerats |
| 6 | Banská Bystrica | Banskobystrický kraj | Banská Bystrica | Banská Bystrica | "Kraje" d'Eslovàquia enumerats |
| 7 | Prešov          | Prešovský kraj       | Prešov          | Prešov          | "Kraje" d'Eslovàquia enumerats |
| 8 | Cassòvia        | Košický kraj         | Cassòvia        | Košice          | "Kraje" d'Eslovàquia enumerats |

Els kraje se subdivideixen en molts okresy (en singular okres, traduït com a 'districte'). Actualment hi ha 79 districtes.

## Economia
Article principal: Economia d'Eslovàquia.

Eurozona

Eslovàquia ha superat amb èxit la difícil transició des d'un sistema d'economia de planificació centralitzada a un d'economia de mercat. Ja l'any 2001, el govern eslovac mostrava avenços importants en l'estabilització de la macroeconomia i la implementació de reformes estructurals. S'ha dut a terme un important conjunt de privatitzacions, el sistema bancari està gairebé tot en mans de la banca estrangera, i els nivells d'inversió estrangera hi han crescut. El creixement econòmic d'Eslovàquia va superar les expectatives durant els primers anys de la dècada del 2000, tot i la recessió existent en alguns dels seus mercats d'exportació més rellevants.
Eslovàquia és un estat que pertany a la Unió Europea des de l'1 de maig del 2004. Aquest fet dona estabilitat, i si s'hi suma que té salaris molt més baixos que els d'Alemanya o França, provoca que moltes fàbriques instal·lades a l'Europa occidental s'hagin traslladat a aquest país, tant que avui dia ja és una gran potència automobilística. Per exemple, companyies de Barcelona (Catalunya) ja s'han traslladat a Bratislava.
Aquesta situació explica el gran ritme de creixement econòmic que Eslovàquia ha tingut en els darrers anys (6,1% el 2005). A partir de l'1 de gener del 2009, Eslovàquia es va unir a la zona euro i adoptà l'euro com a moneda oficial.

## Demografia
| Godina             | 1994      | 2004      | 2014      | 2024      |
| ------------------ | --------- | --------- | --------- | --------- |
| Nombre de persones | 5.356.207 | 5.384.822 | 5.421.349 | 5.419.451 |
| Diferència         |           | +0,53%    | +0,67%    | −0,03%    |

| Godina             | 2023      | 2024      |
| ------------------ | --------- | --------- |
| Nombre de persones | 5.424.687 | 5.419.451 |
| Diferència         |           | −0,09%    |

Per grups ètnics i lingüístics, la població de la República d'Eslovàquia es divideix en:
- Eslovacs (85,7%), catòlics romans.
- Hongaresos (10,75%), catòlics amb minories protestants, majoritaris a les zones meridionals.
- Gitanos (1,44%)
- Txecs (1,12%)
- Alemanys (0,10%)

Estimacions no oficials, però, donen un percentatge molt més alt de romanís de fins a un 9%, i afegeixen vora un 1% de rutens o ucraïnesos.
La capital n'és Bratislava, amb uns quatre-cents mil habitants, seguida en importància per Košice, amb més de dos-cents mil.
L'any 2011, Eslovàquia tenia 5.397.036 habitants. L'esperança de vida és de 74,7 anys. El 99,6% de la població està alfabetitzada. La mitjana de fills per dona és d'1,4.
La majoria dels habitants d'Eslovàquia són ètnicament eslovacs (80,7%). Els hongaresos són la minoria ètnica més gran (8,5%) i estan concentrats a la regió sud del país. Altres grups ètnics inclouen els txecs (0,6%), els rutens (0,6%) i els ucraïnesos, alemanys, moraus i polonesos, que representen l'1% cadascú. El percentatge de població romaní és del 2% segons el darrer cens (que està basat en estimacions pròpies d'organitzacions gitanes); però al voltant del 5,6% basat en dades aportades per autoritats municipals (que computen només la població permanent). Tanmateix, cal notar que en el cas del 5,6%, els percentatges d'hongaresos i eslovacs són més baixos per 4 punts percentuals.
La llengua oficial de l'estat és l'eslovac, que pertany a la família de les llengües eslaves, però l'hongarès (9,4%) és àmpliament parlat al sud i gaudeix d'un estatus cooficial en algunes regions. També cal destacar el romaní, que és emprat com a llengua materna pel 2,3% de la població.
La constitució eslovaca garanteix la llibertat de culte. La majoria dels ciutadans eslovacs (62%) practica el catolicisme; el 5,9% s'adhereix al luteranisme, el 3,8% a l'Església grecocatòlica, un 1,8% és calvinista i un 0,9% és ortodox oriental. D'altra banda, el 13,4% de la població es declara sense religió, i el 10,6% no es defineix en matèria religiosa. Quant al judaisme, d'una població estimada de 120.000 jueus abans de la Segona Guerra Mundial, només en queden al país al voltant de 2.300.

## Cultura

### Literatura

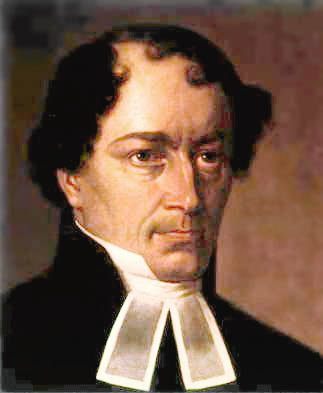
Ján Kollár

La literatura eslovaca de l'edat mitjana està inspirada sobretot per la Bíblia, amb temes que tenen un estil sovint copiat d'una obra a una altra, i majoritàriament anònims.
Encara que la literatura eslovaca fos activa d'ençà el Renaixement, no fou fins al 1843 que conegué la seva gran esplendor quan el dialecte central d'Eslovàquia fou codificat per convertir-lo en una llengua nacional.
Al segle xviii, aparegué un nacionalisme intel·lectual (amb autors com Juraj Papánek o Juraj Sklenár) i amb els canvis socials sota els regnats de Maria Teresa d'Àustria i Josep II (final del feudalisme, alfabetització, relació entre les nocions de nació i llengua), aparegueren també les primeres codificacions de l'eslovac i els primers texts literaris.
La segona codificació de l'eslovac, realitzada per Ľudovít Štúr, convertí l'eslovac en la llengua que es parla avui dia, gràcies, entre altres coses, a l'obra dels poetes Janko Kráľ, Andrej Sládkovič i Ján Botto. La propagació de l'eslovac i de la seva literatura entraren en declivi durant el període de l'hongarització, entre el 1867 i el 1919 (encara que hi hagué autors importants com Pavol Dobšinský i Pavol Országh Hviezdoslav).
Després de la creació de Txecoslovàquia, la prosa hi esdevingué l'estil més predominant, en particular la d'estil realista (amb autors com Ladislav Nádaši-Jégé, Milo Urban, Jozef Cíger-Hronský). Al llarg dels anys 1930, aparegueren corrents més lírics i naturalistes, amb autors com Dobroslav Chrobák, Margita Figuli i František Švantner.
Després de la Segona Guerra Mundial, els temes dels partisans i de l'aixecament nacional eslovac foren els que dominaren la literatura, però els primers temes antiestalinistes aparegueren ja a partir del 1954, mitjançant la ploma d'Alfonz Bednár, però també d'altres com František Hečko, Rudolf Jašík, Dominik Tatarka o Ladislav Mňačko. Durant els anys 1970, la literatura eslovaca esdevingué menys política, amb autors més variats com Vincent Šikula, Ladislav Ballek, Ján Johanides, Pavel Vilikovský, Rudolf Sloboda o Dušan Mitana.
D'ençà la independència d'Eslovàquia, la literatura ha crescut colossalment, i d'aquest últim període cal destacar l'autor Peter Pišťanek.

### Arts plàstiques
La tradició artística eslovaca es remunta fins a l'edat mitjana, amb mestres coneguts com ara Pau de Levoča. L'art eslovac modern està influenciat essencialment pel folklore eslovac i per l'art europeu.
A mitjan segle xix, un estil eslovac aparegué amb artistes com Peter Michal Bohúň o Jozef Božetech Klemens. Altres artistes importants foren Vladimír Kompánek, Ladislav Medňanský, Dominik Skutecký, la pintora cubista Ester Šimerová-Martinčeková, o el pintor surrealista Imro Weiner-Kráľi, ja al segle xx, cal destacar l'obra de Koloman Sokol, Albín Brunovský, Martin Benka, Mikuláš Galanda o Ľudovít Fulla.

### Esport
A Eslovàquia es practiquen moltes activitats esportives, algunes a nivell professional. Els esports més populars del país són el futbol, l'hoquei sobre gel, el tennis, l'handbol, el voleibol, l'esquí i l'atletisme.

## Gastronomia

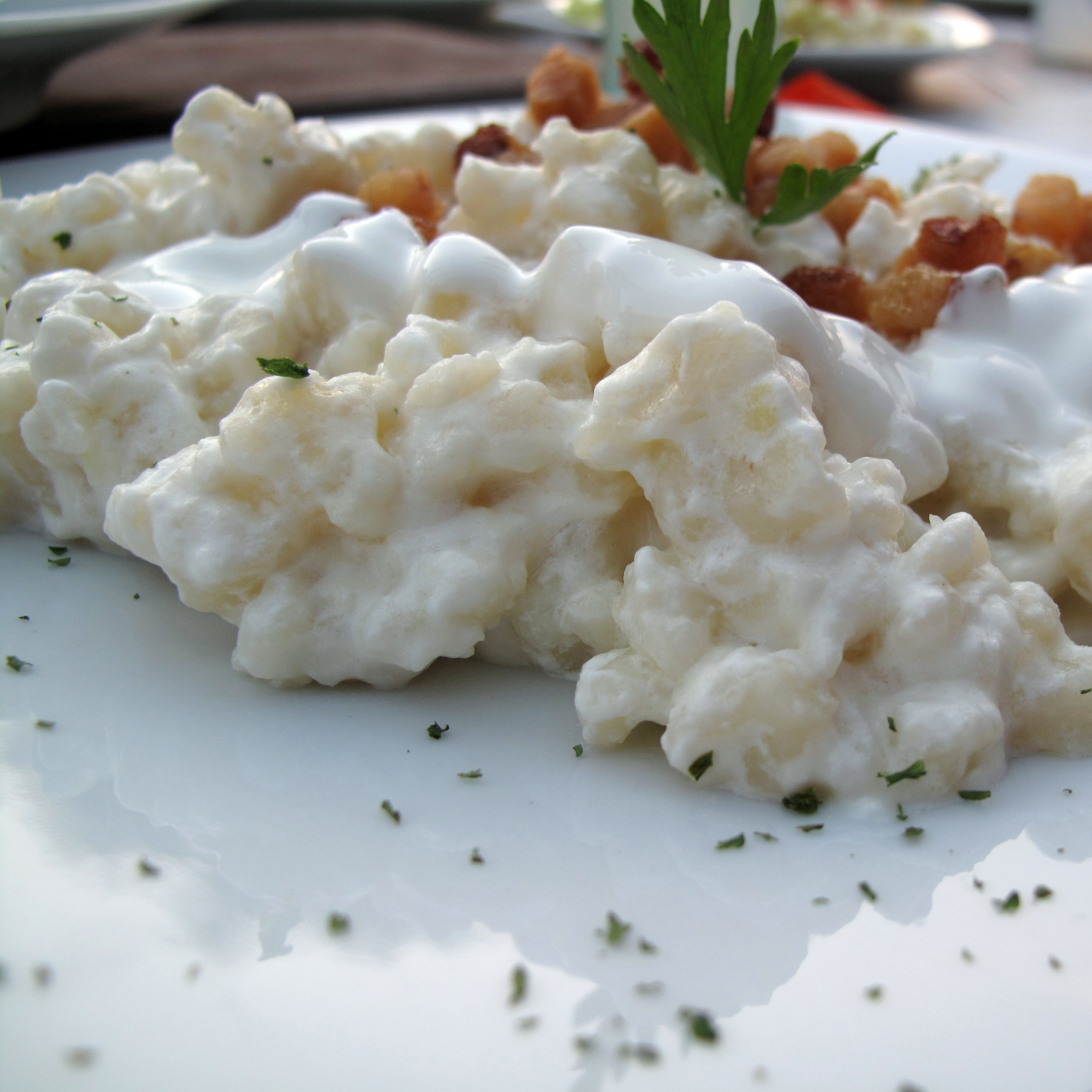
Bryndzové halušky, plat nacional eslovac

La gastronomia eslovaca és una de les més antigues d'Europa i té profundes arrels històriques. Està basada sobretot en carns, farina, patata, col i productes lactis.
Les aus, la vedella i, sobretot, el porc, són les carns més consumides. D'entre tot l'aviram, el pollastre és la carn més comuna, tot i que l'ànec, l'oca i el gall dindi són també força populars. Una salsitxa anomenada jaternice, feta amb sang de porc i gairebé qualsevulla altra part de l'animal, és també molt popular. Les carns de caça, particularment el porc senglar, el conill i el cérvol estan també disponibles segons l'època de l'any. El consum de carn de cavall està generalment mal vist en la cultura eslovaca.
El vi és comú per tot el país. Els vins eslovacs es produeixen principalment a les àrees del sud al llarg del Danubi i els seus afluents; la meitat nord del país és massa freda i muntanyosa per al conreu de vinyes. Tradicionalment, el vi blanc era més popular que el rosat, i el dolç més que el sec, però totes dues tendències semblen estar canviant. La cervesa és també una beguda molt popular a Eslovàquia, tot i que gaudeix de més celebritat a la República Txeca.
D'entre els plats més importants de la gastronomia eslovaca, cal destacar-ne el bryndzové halušky, considerat com el plat nacional, molt consumit per Nadal.